# Rich Brian
Rich Brian (właśc. Brian Imanuel; ur. 3 września 1999 w Dżakarcie), dawniej pod pseudonimem Rich Chigga – indonezyjski raper i komik. Jego najbardziej znany singiel „Dat $tick” został wydany w marcu 2016.

## Życiorys

### Wczesne życie
Urodził się i dorastał w Indonezji. W 2010 r., w wieku 11 lat, rozpoczął swoją karierę w mediach społecznościowych. Zaczął od publikowania krótkich, zabawnych filmików przepełnionych czarnym humorem. Nauczył się angielskiego oglądając filmy z serwisu YouTube oraz słuchając raperów takich jak Childish Gambino, 2 Chainz, Macklemore czy Tyler, The Creator.

### Kariera
Rich Chigga wydał swój pierwszy debiutancki utwór, zatytułowany „Living the Dream” 17 lipca 2015 na swoim koncie YouTube. Piosenka została wyprodukowana przez DJ Smokey. 22 lutego 2016 Rich Chigga wydał pierwszy debiutancki singiel „Dat $tick”. Utwór zdobył międzynarodowy sukces po wypuszczeniu filmu z reakcjami znanych amerykańskich raperów takich jak Ghostface Killah, 21 Savage czy Tory Lanez. „Dat Stick” osiągnął czwarte miejsce w „The Bubbling Under R&B/Hip-Hop Singles”.
Swój drugi singiel, zatytułowany „Who That Be”, wydał na portalu iTunes 9 sierpnia 2016. Piosenka została wyprodukowana przez Sihk.
Później wydał swój trzeci singiel „Seventeen”, który w krótkim czasie przekroczył milion wyświetleń w obu serwisach YouTube i SoundCloud.